# Gukurahundi
El Gukurahundi es el término con el que se conoce a una serie de matanzas realizadas en la República de Zimbabue desde 1982 hasta finales de la década de los 80; particularmente en las provincias en las que habita el pueblo ndebele, las de Matabeleland y Midlands. Proviene de una palabra Shona que se puede traducir, aproximadamente, como "la lluvia temprana que limpia por dentro la paja antes de las lluvias de la primavera" 
Durante ella, la 5.ª Brigada del ejército de Zimbabue, dirigido por Perrance Shiri, asesinó a miembros y simpatizantes de la ZAPU (Unión Popular Africana de Zimbabue): organización de tendencias marxistas-leninistas opuesta al gobierno del dictador Robert Mugabe. Se estima que fueron asesinados entre 10 000 y 30 000 civiles.

## Causas
Después de la independencia de Zimbabue de Gran Bretaña en 1980, hubo problemas en integrar las fuerzas armadas de negros africanos, que se encontraban divididos desde la guerra civil de Rodesia en varios grupos:
- La ZANU/ZANLA (Unión Nacional Africana de Zimbabue / Ejército Africano para la Liberación Nacional de Zimbabue): Dirigido por Mugabe desde 1975 cuando su fundador Herbert Chitepo fue asesinado en Lusaka, ZANU desde la muerte de Chitepo, se volvió un grupo radical de tendencias socialistas anti-marxistas que atrajo el apoyo de los shona después de su división en 1975.

- La ZAPU/ZIPRA (Unión Popular Africana de Zimbabue / Ejército Revolucionario del Pueblo Zimbabuense): Dirigido por Joshua Nkomo, de plataforma marxista y prosoviético, que atrajo el apoyo de los ndebele.

- El FROLIZI (Frente para la Liberación de Zimbabue): Un grupo más pequeño dirigido por James Chikerema.

Mientras que FROLIZI tomó parte en el Acuerdo Interno de 1978, Nkomo y Mugabe hicieron una alianza de línea dura contra el Acuerdo Interno llamada Frente Patriótico, a pesar de sus diferencias. 

## 1980
Tras la victoria de Robert Mugabe en las elecciones generales de Zimbabue de 1980, hubo asaltos armados de miembros de ZANLA contra civiles de la etnia ndebele en Mount Darwin, Gutu y Motoko. Militantes ex-ZANLA y ex-ZIPRA chocaron durante dos días en Entumbane, un suburbio de la ciudad ndebele Bulawayo.
En octubre de 1980, Robert Mugabe, entonces primer ministro de Zimbabue, firmó un acuerdo con el líder supremo de Corea del Norte, Kim Il-sung, para que este adiestrara una brigada del ejército zimbabuense. Mugabe declaró que necesitaba una milicia para luchar contra "delincuentes", aunque en Zimbabue el crimen no era común en aquellos tiempos. La nueva unidad habría de llamarse Gukurahundi, pero es conocida también como la Brigada 5a.
En febrero de 1981, en otra sublevación, ahora en las ciudades Glenille y Connemara en la provincia de Midlands, 300 personas fueron asesinadas, y soldados rodesianos debieron ayudar a guardar la paz. El gobierno pidió al jefe de justicia Enoch Dumbutshena que hiciese una investigación de los incidentes, pero los resultados nunca fueron revelados al mundo. Los ex-soldados de ZIPRA en el ejército no confiaron en el proceso gubernamental, y muchos de ellos desertaron debido a que oyeron rumores de desapariciones entre sus compañeros del Ejército Revolucionario del Pueblo de Zimbabue. La permanencia del favoritismo hacia excombatientes desde Ejército Africano para la Liberación Nacional de Zimbabue en los ascensos del ejército que ayudó a la tendencia: muchos ex-ZIPRA se retiraron de la armada con sus armas para esconderlas en caso de una guerra civil.

## 1982
En febrero de 1982 se encontraron depósitos de armas, culpando a ZANU-Frente Patriótico a ZAPU de un complot para la guerra civil. El miembro de la facción ZAPU en el gabinete fue despedido. Fue a juicio en 1982 Dumiso Dabengwa, Lookout Masuku y junto a otros cuatro acusados, los cuales el tribunal encontró culpables. Luego serían exonerados, pero Masuku y Dabengwa fueron detenidos nuevamente por cuatro años. Las deserciones de militantes ex-ZIPRA del ejército aumentaron entonces. Posteriormente declararían que lo hicieron con el fin de sobrevivir, cuando los líderes ya habían sido exiliados y no pudieron ayudarlos. «Nosotros nos sentíamos amenazados, entonces decidimos desertar», dijo un disidente.

## La Brigada 5a
Los miembros de la Brigada eran 3500 tropas ex-ZANLA desde ellos base Tongogara Assembly Point, apellido por Josiah Tongogara un oficial señor en ZANLA. También algunas tropas del ZIPRA habían sido incluidas en la nueva brigada, pero antes de acabar el adiestramiento, fueron despedidos. Aparentemente fueron extranjeros en la unidad, posiblemente de Tanzania. El adiestramiento ocurrió hasta septiembre de 1982.
El primer comandante de la brigada fue el Coronel Perence Shiri, y la unidad no se unió como las demás al ejército. Solo el primer ministro, Robert Mugabe, tenía el mando sobre la 5a. Sus códigos, uniformes, radios, el equipo en general, no era el estándar de las otras unidades. Tuvieron boinas rojas, pero según varios informes también actuaron vestidos de paisano. Mientras la Gukurahundi en Matabeleland, Mugabe justificó los abusos de la brigada diciendo que no pudieron distinguir entre rebeldes y los civiles, a quienes acusó de dar cobijo a los rebeldes. En abril de 1983 Mugabe dijo «Los erradicamos. No diferenciamos cuándo guerreamos, porque no podemos determinar quién es disidente y quién no.»

## Año 1983 de importantes ejecuciones
La mayoría de los muertos resultaron de ejecuciones públicas, y muchas personas a menudo fueron forzadas a excavar ellos mismos sus tumbas al frente de su familia y otros aldeanos. El mayor incidente fue en el Río Cewane en Lupane, el 5 de marzo de 1983, cuándo 62 jóvenes fueron asesinados y abandonados en la orilla del río. En Tsholotsho la Brigada 5a usó una macabra táctica de quemar casas con gente dentro atrapada. Usualmente la 5a forzaron muchedumbres a congregarse en el centro y cantar en Shona como alabanza a ZANU-PF, mientras los soldados los golpeaban con palos. En ese momento ejecutaban a las personas, habitualmente con lazos con ZAPU, ZIPRA, o si no encontraba a nadie con dichos lazos escogían a víctimas inocentes al azar.

## El Acuerdo de "Unidad"
El 22 de diciembre de 1987, Mugabe y Nkomo se asignaron el Acuerdo de Unidad. El acuerdo, aunque apareció por el mundo por decir que Mugabe terminó de perseguir a sus enemigos, solo hizo que ZAPU se uniera con ZANU-PF. El 18 de agosto de 1988, Mugabe declaró una amnistía para los disidentes, y Nkomo les llamó a desarmarse. Una ordenanza hubo expedido diciendo que todos los que se rindieran antes del 31 de mayo serían indultados, y la ordenanza incluyó criminales comunes también. Pero solo 122 disidentes se rindieron. En junio la ordenanza se extendió a miembros de los fuerzas de seguridad, significando la Brigada 5a y otras milicias de ZANU-PF.

## Herencia
El acuerdo terminó la campaña abierta contra los ndebele, pero aún permanece un problema por la profunda desconfianza en el gobierno por sus acciones en los años 1980. Apoyo por ZANU-PF, nunca grande desde los ndebele y las otras minorías es bajo, pero el Movement for Democratic Change de la oposición tiene apoyo muy fuerte en aquellas regiones. Morgan Tsvangirai, el jefe del MDC dijo en marzo de 2001 en Maphisa que «Eso fue una operación bárbara por ZANU-PF. Nunca debió ocurrir . . . Era un episodio triste en nuestra historia y el MDC obviamente quisiera ver justicia haber sido si ello tomará poder. Tales abusos de derechos humanos deben ser examinados y los responsables tendrían que explicar sus acciones.» 
En 2005, demás elecciones parlamentarias en Zimbabue que causaron motines en las barriadas de las ciudades mayores, el gobierno ZANU-PF ordenó una operación llamada "Murambatsvina" (español: sacar la basura), también llamada Operación "Restablecer Orden". El asalto contra los pobres urbanos se hizo en un acto nuevo de desesperación paranoica, desde Mugabe y sus siguientes en ZANU-PF contra cada amenaza a ellos poder. Informes desde el acto sufren por los mismos problemas que ocurrieron mientras el Gukurahundi: Censura estatal contra la prensa extranjera y doméstica. Es difícil saber cuales fueron los daños humanos y materiales verdaderos desde tanto el Gukurahundi y tan las otras campañas de ZANU-PF contra su oposición como las confiscaciones de granjas y la violencia electoral.

## Retratos en el Mundo y Cultura Popular
En los años 80, el gobierno surafricano de PW Botha usó el Gukurahundi como un ejemplo de brutalidad en el África negra, después de la caída del régimen racista de la República de Rodesia. Se convirtió en tabú hablar de los temas de violación de derechos humanos en los nuevos estados africanos independientes, especialmente después de los años 90, durante el clima de corrupción política. Hasta la publicación en 2003 de Against the Grain de Geoff Hill, de un periodista británico, no hubo mucha más información disponible. El Gukurahundi es todavía un acontecimiento oscuro para la mayor parte del mundo. Las críticas a la violación de derechos humanos en Zimbabue son raras en el mundo occidental, a menudo por las políticas extranjeras en los estados europeos y norteamericanos.

### Cine
En Hollywood durante la década de los 2000s, se hizo un nuevo género de películas sobre el lado siniestro de África, empezando con Dangerous Ground de 1997 e incluyendo Hotel Ruanda de 2004 y Diamante de sangre en 2006. En 2005 se produjo en EE. UU. y Mozambique la película La intérprete, una película de suspenso acerca de un líder africano llamado Edmond Zuwanie, el presidente del estado ficticio "Matobo". Muchos de los hechos desde Matobo/Zuwanie en la película fueron similares a los de Zimbabue/Mugabe por ejemplo:
- Matobo fue un estado con un gobierno impopular antes que Zuwanie subiera al poder. Mugabe fue el primer ministro de Zimbabue después el gobierno de Abel Muzorewa, lo que no tuvo mucho apoyo en Zimbabue, y después la regla de minoría blanca. Zuwanie fue un líder muy admirado en el mundo, como Mugabe, pero ahora es un paria en la comunidad internacional.
- Zuwanie hizo purgas contra disidentes negros anteriores a los acontecimientos de la película, algunos de ellos encuentro en caracteres de la película Ajene Xola y Kuma-Kuma. Eso puede ser una referencia al Gukurahundi y a Joshua Nkomo, pero también a oponentes de Mugabe como Morgan Tsvangirai.
- Las palabras Matobo y Zuwanie son un reverso de las letras M y Z en los nombres de Mugabe y Zimbabue. Matobo es un pueblo en Matabeleland, una región en Zimbabue.
- En el mitin de protesta contra Zuwanie en la Second Avenue en Nueva York, hay una pancarta con el dibujo de una mano abierta arrastrando por arriba. Aquel también es un símbolo del MDC, el grupo de oposición a Mugabe más grande de Zimbabue.
- El jefe de seguridad de Edmond Zuwanie es un ex-mercenario blanco que se llama «Niels Lud», un personaje semejante al jefe de la CIO, Ken Flower, en Zimbabue, pero también posiblemente a Bob Asters, un amigo escocés del dictador ugandés Idi Amin.
- En el película se llama a Edmond Zuwanie «El Profesor» o «teacher». En Zimbabue, Mugabe es conocido por sus programas de educación del pueblo rural y pobre, y es un maestro de profesión.

Aunque otros dictadores habían sido propuestos como personas que pudieron ser el modelo de Edmond Zuwanie, como Charles Taylor de Liberia, Idi Amin de Uganda, o Jean-Bédel Bokassa de la República Centroafricana. Los productores de "La Intérprete" nunca confirmaron que la película hiciera referencia al tema de Zimbabue, pero la película fue producida en Mozambique y fue prohibida en Zimbabue por el gobierno.